# Szerényi László
Szerényi László (Vásárosnamény, 1981. február 10. –) magyar színművész, énekes, közgazdász-tanár.

## Életpályája
1981-ben született Vásárosnaményban. 2000 és 2006 között a Budapesti Corvinus Egyetem hallgatója volt, ahol előbb közgazdász (EU integráció és marketing szakirány) majd közgazdász-tanár képesítést szerzett. Később a Pesti Broadway Stúdióban tanult. 2008-tól rendszeresen játszik a Budapesti Operettszínház előadásaiban.

## Fontosabb színházi szerepei
- A Notre Dame-i toronyőr (Phoebus de Martin kapitány)
- Abigél (Kalmár tanár úr)
- Szép nyári nap (Sanya)
- Mozart (Colloredo)
- Aida (Radames)
- Elfújta a szél (Rhett Butler)
- Én és a kisöcsém (Lívió)
- Isten pénze (Bob Cratchit)
- Lady Budapest (Veres Pál)
- Ördögölő Józsiás (Józsiás)
- Rómeó és Júlia (Paris)